# FM Towns
FM Towns (иногда используются обозначения FM-Towns, FM TOWNS, FM-TOWNS) — японский бытовой компьютер. Создан фирмой Fujitsu, продавался с февраля 1989 по лето 1997 года. Изначально система создавалась как собственный вариант персонального компьютера, ориентированный на мультимедиа-приложения и компьютерные игры, однако впоследствии стала более совместимой с обычными IBM PC. В 1993 году была выпущена игровая консоль FM Towns Marty, совместимая с играми для FM Towns.
Название «FM Towns» произошло от слова «Townes», кодового обозначения системы, которое она имела в процессе разработки. Такое название было выбрано в честь Чарлза Харда Таунса, лауреата Нобелевской премии 1964 года в области физики, следуя используемой в то время фирмой Fujitsu практике кодового обозначения продуктов, относящихся к PC, именами нобелевских лауреатов. Буква «e» в слове «Townes» была убрана, когда система пошла в производство, для упрощения произношения. Буквы «FM» в названии являются сокращением от «Fujitsu Micro».

## Подробности
Существовало несколько вариантов системы. Первый вариант был построен на основе процессора 80386DX, работающего на частоте 16 МГц, с возможностью установки математического сопроцессора 80387. Он имел 2 мегабайта ОЗУ (с возможностью расширения до 64 МБ), один или два 3,5-дюймовых дисковода, и односкоростной привод CD-ROM. В комплектацию также входили игровой контроллер, манипулятор типа «мышь» и микрофон.
В качестве операционной системы использовались Microsoft Windows, а также собственная графическая ОС, называемая Towns OS, основанная на MS-DOS, и расширитель DOS фирмы Phar Lap (RUN386.EXE). Большинство игр для системы написаны на языках ассемблера и C, с использованием защищённого режима и расширителя DOS от Phar Lap. Игры обычно использовали Towns OS API (TBIOS) для управления графическими режимами, спрайтами, звуком, устройствами управления и CD-приводом.
В ПЗУ системы содержалась минимальная DOS, позволяющая работать с CD-приводом. Это, вместе с решением Fujitsu брать минимальную плату за лицензию на включение элементов Towns OS в состав CD-дисков с играми, позволяло разработчикам ПО делать игры, запускаемые непосредственно с CD-ROM, без необходимости предварительной загрузки системы с дисковода или жёсткого диска.
Различные дистрибутивы ОС GNU/Linux также были портированы на FM Towns, например Debian и Gentoo.

## Графика
FM Towns имеет различные видеорежимы, с разрешениями от 320×240 до 640×480, с одновременным отображением от 16 до 32768 цветов из палитры от 4096 до 16,7 миллионов цветов (в зависимости от видеорежима). Большинство из видеорежимов имеют две видеостраницы, и позволяют использовать до 1024 аппаратных спрайтов размером 16×16 точек каждый. Имеется встроенное ПЗУ знакогенератора, содержащее символы кандзи.
Уникальной возможностью видеосистемы FM Towns является возможность смешивать разные видеорежимы. Например, режим 320×240 с 32768 цветами может быть смешан с видеорежимом 640×480 с 16 цветами, что позволяет играм совмещать многоцветную графику в низком разрешении с текстовыми сообщениями (иероглифическими) в высоком разрешении.

## Звук
FM Towns может проигрывать обычные аудио-компакт-диски, а также имеет 8 каналов для воспроизведения цифрового звука и шесть каналов синтезатора на основе частотной модуляции. Последние две возможности реализуются соответственно микросхемами Ricoh RF5C68 и Yamaha YM2612.